# For Those About to Rock We Salute You
For Those About to Rock We Salute You je album australské hard rockové kapely AC/DC vydané v roce 1981. Album vyšlo po veleúspěšném Back in Black a ve Spojených státech se jej prodaly asi 4 miliony kopií. For Those About to Rock We Salute You je také první hard rockové album, které se ihned po vydání dostalo na první místo amerického žebříčku.
For Those About to Rock je také název videozáznamu koncertů kapel AC/DC, Metallica, The Black Crowes a Pantera.

## Seznam skladeb
1. "For Those About to Rock (We Salute You)" – 5:44 (Videoklip)
2. "Put the Finger on You" – 3:25
3. "Let's Get It Up" – 3:54
4. "Inject the Venom" – 3:30
5. "Snowballed" – 3:23
6. "Evil Walks" – 4:23
7. "C.O.D." – 3:19
8. "Breaking the Rules" – 4:23
9. "Night of the Long Knives" – 3:25
10. "Spellbound" – 4:39

- Autory jsou Angus Young, Malcolm Young a Brian Johnson.

## Obsazení
- Brian Johnson - zpěv
- Angus Young - kytara
- Malcolm Young - kytara, doprovodný zpěv
- Cliff Williams - baskytara, doprovodný zpěv
- Phil Rudd - bicí

## Žebříčky
Album - Billboard (Severní Amerika)
| Rok  | Žebříček   | Pozice |
| ---- | ---------- | ------ |
| 1981 | Pop Albums | 1      |

Singly - Velká Británie
| Rok  | Singl                                   | Žebříček       | Pozice |
| ---- | --------------------------------------- | -------------- | ------ |
| 1981 | "For Those About To Rock We Salute You" | UK Pop Singles | 15     |
| 1981 | "Lets Get It Up"                        | UK Pop Singles | 13     |